# Hypsicera flaviceps
Hypsicera flaviceps là một loài tò vò trong họ Ichneumonidae.